# غیریت

Alterity

دگر یا ناخود (به انگلیسی: Alterity)، در روان‌شناسی، لفظ «دگر» در مقابل لفظ «من» قرار دارد. بنابر این، هر چه بیرون از ذات مُدرک یا مستقل از آن باشد، غیر از آن است. به موجودی که خارج از «من» باشد، اصطلاح «جز من» یا «دیگری» گفته می‌شود.
بنابر این، «من» ذات تفکرکننده است و شیء خارجی، «غیر» یا «جز من» است.